# Croada lituana
La croada lituana va ser un seguit de campanyes militars sostingudes entre l'Orde Teutònic i l'Orde Livonià, per convertir al cristianisme el territori del Gran Ducat de Lituània. L'Orde Livonià s'establí a Riga el 1202, i els cavallers teutons arribaren a Cúlmerland en la dècada del 1230. Prèviament conqueriren els assentaments d'altres tribus veïnes de la regió del Bàltic – curonians, semigal·lians, letigals, selonians, prussians (vegeu croada livoniana i croada prussiana). El primer atac contra els lituans i els samogitis fou el 1208 i els ordes militars foren influents en la política d'aquesta zona, tot i que no esdevingueren una amenaça directa fins a la dècada del 1280. En aquesta època el Gran Ducat de Lituània ja era una realitat i podia presentar una defensa organitzada. Durant els següents cent anys els cavallers croats organitzaren anualment expedicions destructives, però sense gaires resultats: les regions frontereres de Samogítia i Sudòvia s'anaren despoblant i els croats només conqueriren territori de ningú. El Gran Ducat acceptà convertir-se al cristianisme el 1386 quan Ladislau II Jagelló fou batejat per un sacerdot polonès, com a part de l'acord matrimonial amb Eduvigis, després del qual fou coronat rei de Polònia. Tanmateix, els cavallers croats dubtaven de la sinceritat d'aquest bateig i continuaren amb els atacs. Lituània, juntament amb el seu poderós aliat Polònia, derrotaren els croats en la decisiva batalla de Grunwald el 1410, encara que la signatura de la pau no arribà fins al 1422 amb el Tractat de Melno.

## Motivacions

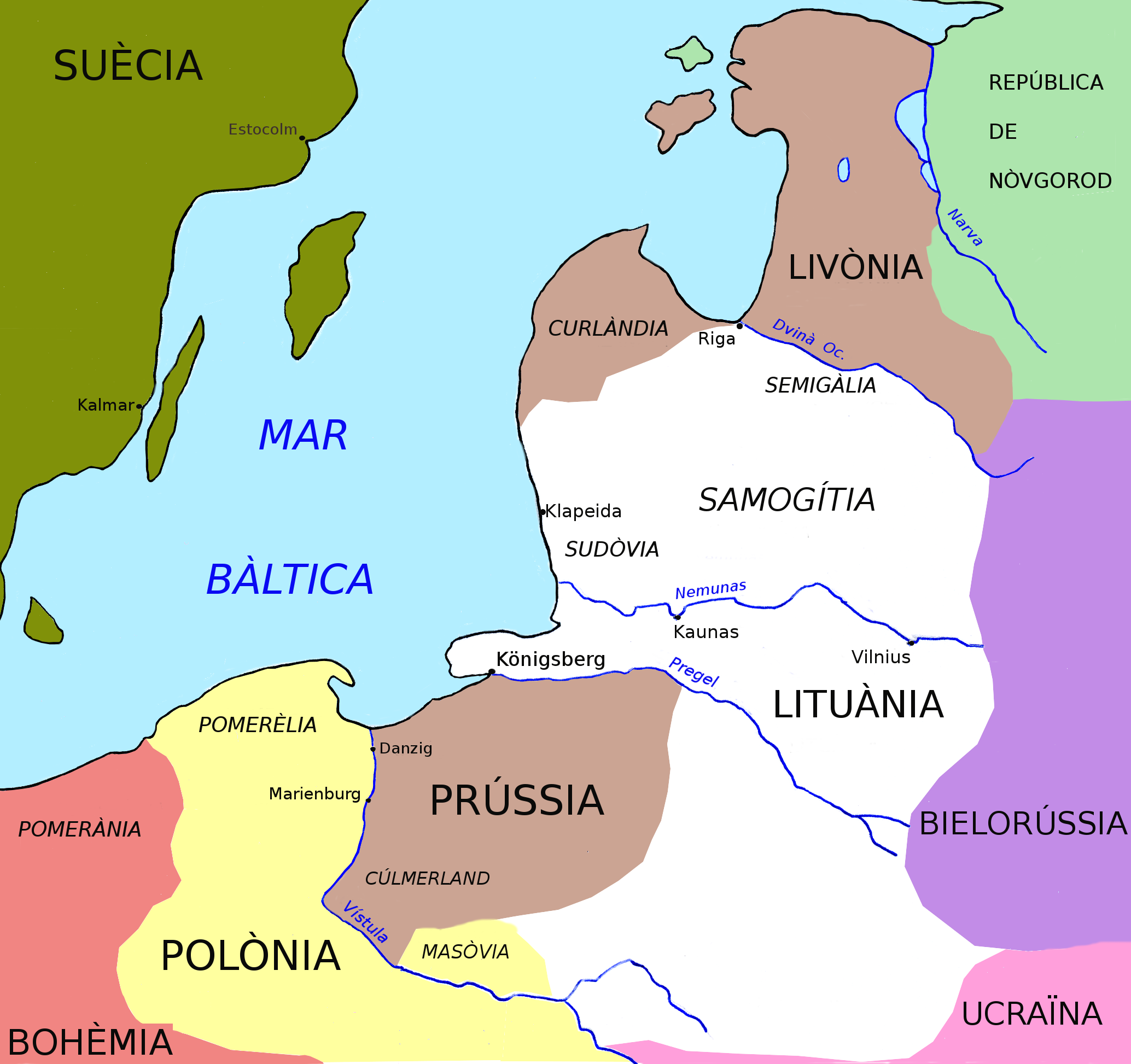
Mapa de la croada lituana 1308-1455. La conquesta de Lituània suposava la creació d'un pont terrestre entre les possessions de l'Orde Teutònic.

L'objectiu de guerra més important de l'Orde Teutònic en la zona del Bàltic durant el segle xiv fou la conquesta de la Baixa Lituània (Samogítia). Els cavallers teutons volien obtenir un pont terrestre entre les seves dues àrees que ja tenien: Prússia i Livònia. El concepte de lluita en nom de la creu de Crist, originàriament sorgit en el conflicte amb l'islam, continuava tenint força ideològica en l'Europa occidental i central, on eren reclutats aquests cavallers. Després de la pèrdua d'Acre el 1291, les croades en Terra Santa arribaren a un punt mort i, en el seu lloc, l'atenció es desvià cap la península Ibèrica i cap al Nord-est d'Europa; en aquesta darrera zona la dedicació fou gairebé exclusivament dels teutons. D'aquesta manera, els responsables de l'operació militar barrejaven l'objectiu merament expansionista amb consideracions ideològiques. El conflicte amb els governants de Lituània, que rebutjaven el sagrament del baptisme i que també tenien plans de conquesta, proporcionà als cavallers teutons la legitimitat d'una guerra formulada com a conquesta d'uns infidels.
Encara que els grans ducs de Lituània en el segle xiv adreçaren els seus esforços d'expansió cap als principats regionals de Belarús i Ucraïna degut al creixent buit de poder a l'Est, veieren la seva posició de poder amenaçada per la política agressiva de l'Orde Teutònic. Degut a l'afirmació dels teutons de que el bateig era condició indispensable i en cas contrari farien servir les armes, es trobaren amb un oponent força preparat per a la guerra.
La prioritat estava en mantenir un control de la zona central de Lituània, habitada per la tribu dels samogitians, els més rebels. Els membres d'aquesta tribu efectuaven constants intrusions, de manera preventiva, en el territori hostil dels cavallers teutons, la perspectiva d'un ric botí era una altra motivació.

## Polítiques dels combatents

### L'Orde Teutònic
L'Orde Teutònic, que sorgí de les croades en Palestina, era un orde religiós i militar. Després del 1230, establiren un gran estat sota el seu govern que incloïa la terra dels prussians, acordat amb l'emperador Federic II el 1226, en dos documents la Butlla Daurada de Rímini i el Tratat de Kruschwitz, signat també pel duc de Masòvia Conrad Mazowiecki. A més, després del 1237, l'estat teutònic annexà nous territoris quan els Germans Livonians de l'Espasa se'ls uniren formalment amb el Tractat de Viterbo. El 1309, el gran mestre Siegfried von Feuchtwangen traslladà la seu dels cavallers a Marienburg. Durant un temps, l'Orde Teutònic s'allunyà del seu objectiu original de lluitar per la conquesta de Terra Santa i es dedicà a administrar aquest nou estat situat a l'est d'Europa.
Al segle xiv, l'Orde Teutònic dividí els territoris del seu estat en dues regions administratives: Prússia i Livònia, tot i que el fet de tenir la seu a Marienburg feu que Livònia tingués un estatus polític i militar especial. A Livònia, a diferència de Prússia, hi havia una divisió en els àmbits d'influència entre el poder religiós i diverses diòcesis autònomes. Aquesta inusual constel·lació de poder estava basada en l'Orde dels Germans de l'Espasa.
Una altra diferència era que mentre que a Prússia predominaven els religiosos alemanys reclutats en les regions central i occidental de l'Imperi Romanogermànic, els membres de la branca livoniana procedien predominantment de Dinamarca o eren alemanys del nord. L'ànsia de proselitisme religiós de començaments del segle xiii que començà pels estonians, s'estengué per tota la costa del Bàltic mitjançant les connexions marítimes existents prèviament a la Lliga Hanseàtica, des de bases com ara Lübeck i altres de la regió danesa. Les activitats coordinades d'ambdues branques en la guerra contra el Gran Ducat de Lituània continuaren sent l'excepció a causa d'aquesta diversificació administrativa. Un exemple destacat és l'absència total del l'Orde Livonià durant la campanya decisiva del 1410, que acabà en la desastrosa batalla de Tannenberg. El mestre dels cavallers livonians, Conrad von Vytinghove, confià en una treva acordada amb el gran duc lituà Vitautas.

### El Gran Ducat de Lituània
La transformació del territori dels lituans en un estat anomenat Gran Ducat de Lituània començà en les primeres dècades del segle xiii. Sota el govern del príncep Mindaugas, el procés d'assentament de les tribus bàltiques vers l'any 1250 quedà completat. Els ducats regionals reconegueren la supremacia d'un gran duc, alhora que mantenien una certa autonomia.
El pragmàtic príncep Mindaugas aprofità el poder religiós per acabar amb les disputes pel poder entre els ducs lituans. Per això es feu batejar com a cristià i acceptà de ser coronat per l'arquebisbe de Riga, en representació del papa Innocenci IV. Després de vèncer els seus adversaris i, a causa de la pressió de la resistència interna, declarà el bateig nul i tornà a les antigues creences paganes. Mindaugas fou l'únic monarca cristià coronat a Lituània.
En època del gran duc Gedimin, la centralització gradual de Lituània començà a principis del segle xiv, i Vilnius, fundada per Gedimin, esdevingué la capital. Els successors de Gedimin convertiren el Gran Ducat en una gran potència d'Europa de l'Est. El buit de poder existent a l'est d'Europa com a resultat de la disminució gradual de la presència de l'Horda d'Or mongola permeté que els governants de Lituània l'empressin en benefici propi. En la segona meitat del segle xiv, els grans ducs es feien dir Magnus dux Littwanie, Samathie et Rusie. La segona part del títol, dona testimoni de la profunda expansió de Lituània. Tanmateix, el conflicte amb l'Orde Teutònic no fou superat fins a començaments del segle xv i només amb la unió amb el Regne de Polònia.

## Orígens del conflicte
Amb l'arribada el 1230 dels primers cavallers alemanys, comandats per Hermann Balk, a Cúlmerland, la diversitat de poder dels estats bàltics s'unificà en una arxidiòcesi de l'Església Catòlica Romana. Fins al moment, diverses deïtats, com el déu del tro Perkūnas, eren venerades en el territori dels prussians i lituans.
En la dècada del 1230 hi hagueren seriosos conflictes entre els cristians i la comunitat de lituans samogitians que habitaven la frontera sud de Livònia (actual Estònia). Allà, l'orde dels Germans Livonians de l'Espasa, fundat el 1202, hi tingué una presència permanent. Atès que Livònia limita amb Samogítia, aquí sorgí la primera confrontació important entre els croats i els lituans. Aquest conflicte culminà el 1236 en la batalla de Saule, en la qual els germans de l'espasa foren derrotats. Després d'això els germans de l'espasa s'integraren dins l'Orde Teutònic mitjançant l'aprovació papal (Tractat de Viterbo). Després de la fusió, la lluita continuà i en la batalla de Durbe el 1260, les forces combinades d'alemanys, prussians i curonians croats foren derrotades pels samogitians, amb força baixes, sobretot entre els nobles prussians. La conseqüència immediata de la victòria lituana fou la rebel·lió dins la regió de Prússia, que els cavallers teutons només pogueren posar fi després d'intensos combats, l'any 1272.
Mentrestant, el 1251, sota el govern de Mendog, es feu un esforç per acceptar a Lituània el cristianisme. Això no obstant, les lluites polítiques internes acabaren portant el retorn a les antigues creences paganes. En les dècades prèvies al 1303, hi hagué pau a la frontera europea entre el cristianisme i els pobles pagans del bàltic, tot i que els lituans continuaren efectuant petites incursions en Livònia.

## La croada

### De l'any 1303 al 1386
Vitenis (1303-1316)
Després dels conflictes bèl·lics a mitjan segle xiii, el conflicte bàltic tornà a esclatar amb l'arribada al tron del gran duc lituà Vitenis. Aquest governant cercà la confrontació amb els seus veïns de l'oest i del nord enviant fins a 2.000 genets amb armes lleugeres cap a la frontera. La calma, que després de la victòria del 1283 semblava consolidar-se en territori prussià es trencà quan, els prussians envaïren també els territoris lituans amb tropes fortament armades de semigal·lis i esclavonis. La guerra esclatà a començaments de segle xiv i es caracteritzà per l'avanç irregular d'ambdós bàndols.
El 1298 ja s'havia produït un atac al territori de l'Orde Livonià, en què Vitenis destruí la zona d'enllaç amb les terres de l'arquebisbe de Riga en Curlàndia. Després de l'èxit inicial, aquest exèrcit fou aniquilat en la batalla de Turaida. Els atacs als petits assentaments lituans en Prússia, des del 1303 cridaren l'atenció dels cavallers prussians sobre l'amenaça lituana. Els mestres de l'Orde Livonià decidiren que calia aturar-los emprant la força militar: inicialment planejaren incorporar tota Lituània, igual com havien fet amb Prússia, a l'Estat Teutònic, però aquests plans aviat es van haver d'abandonar. La croada es limitaria a l'ocupació de la Baixa Lituània (Samogítia), on construïren castells per continuar més endavant la lluita.
La guerra començà el 1303 amb atacs ocasionals per part de les tropes lituanes en el cor mateix de Prússia. Després de molts anys relativa calma, els cavallers croats atacaren la Baixa Lituània.

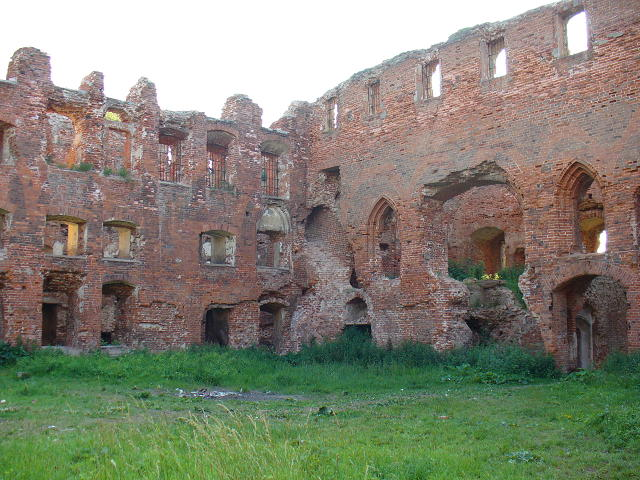
Ruines del fortí de Ragnit

En la frontera de Prússia oriental, s'erigiren fortins, per donar suport a les activitats ofensives contra Lituània. Les guarnicions destinades a aquests fortins consistien en uns pocs cavallers, nombrosos soldats i escuders. Tanmateix, aquestes guarnicions només es feien servir quan eren necessàries per efectuar atacs per Lituània. Estratègicament, els fortins dels croats representaven una amenaça potencial i actuaven com a elements dissuassoris en el traspàs fronterer. Les més famoses d'aquestes fortaleses van ser: Ragnit, Tilsit i Georgenburg.
El gran duc lituà Vitenis reaccionà enviant els seus genets a atacar el principat de Masòvia, que pertanyia a la Unió Imperial Polonesa, i a les regions de la frontera prussiana meridional que estaven desprotegides. Un dels episodis més durs d'aquests anys fou el 1311, quan 4.000 guerrers a cavall travessaren Vàrmia per atacar Braunsberg.Els cavallers teutons, comandats per Heinrich von Plötzke aconseguiren repel·lir els invasors, però des de llavors quedà en la població rural la temor cap als pagans. El darrer gran atac del duc Vitenis en aquest territori esdevingué l'octubre del 1315, poc després morí, però la guerra continuà.
Gedimin (1316-1345)
Els cavallers teutons, sovint acompanyats per guies prussians, continuaren la campanya militar sota el signe de la creu en la Baixa Lituània. Sota el govern de Gedimin els combats s'intensificaren en ambdós llocs de la frontera. Aquest governant acordà una treva entre el 1325 i el 1328 amb el rei Polònia, Ladislau I, que anà complementat amb una política matrimonial dinàstica, per contrarestar els constants atacs dels cavallers croats. La corona polonesa fou cada cop més hostil als cavallers teutons, per la disputa que tenien amb ells sobre el govern de Pomerània, que en 1330-1331 arribà a una aliança de custòdia i defensa entre el gran duc Gedimin i el rei polonès contra l'Orde Teutònic.

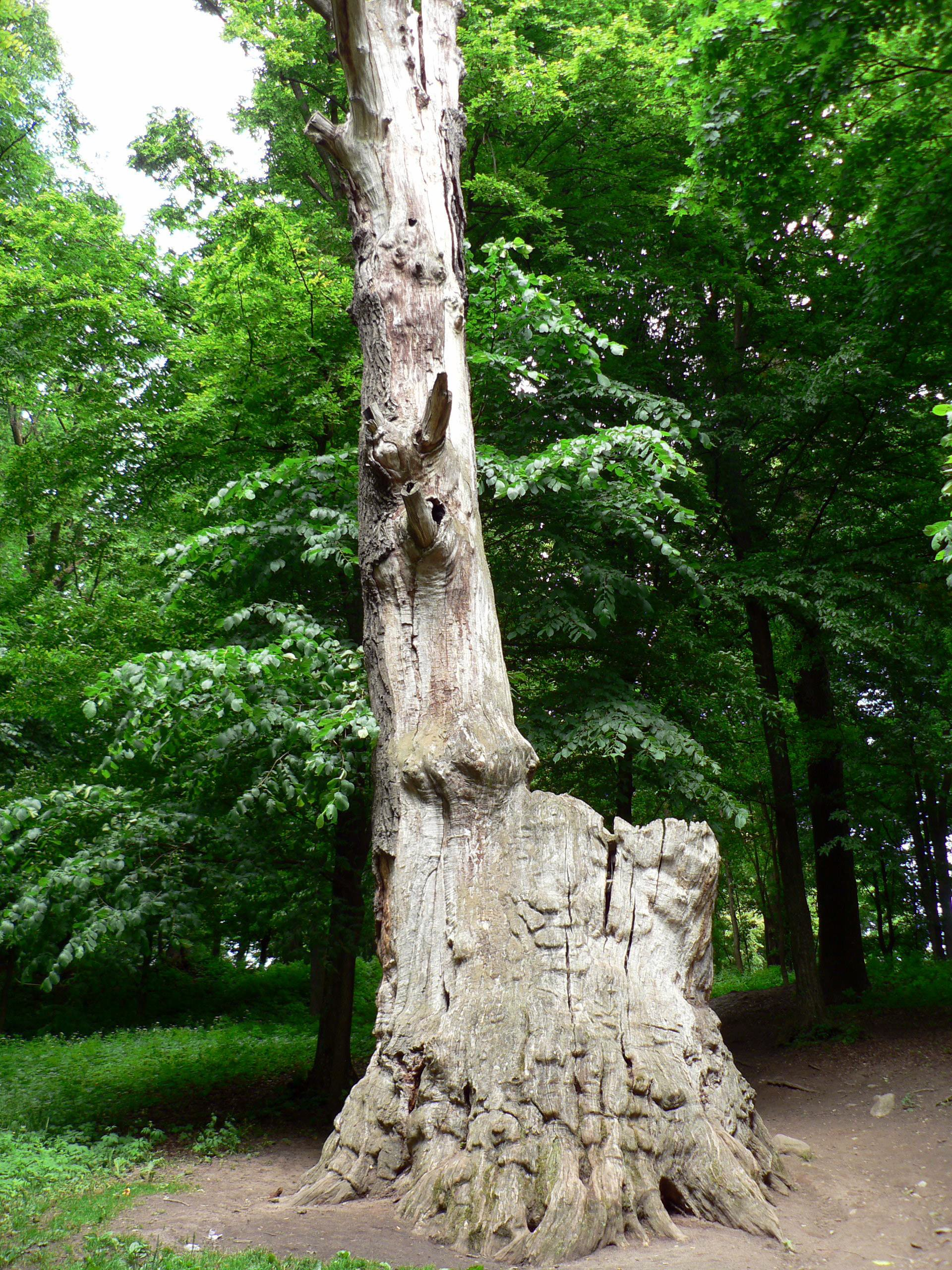
El roure de Raudone, on Gedimin, fou mortalment ferit amb un tret de ballesta.

L'hivern del 1329, el rei de Bohèmia Joan el Cec aparegué amb un gran exèrcit per unir-se a la croada.Juntament amb aquest rei, els teutons pogueren capturar alguns fortins importants en Samogítia (Baixa Lituània). Degut a l'escalada del conflicte amb el Regne de Polònia, hagué de renunciar de moment a la conquesta d'altres àrees, tenint en compte el que Joan el Cec havia dit en el seu jurament com a croat.
Com a resultat de la guerra entre l'Orde Teutònic i el Regne de Polònia que esclatà el 1330, el Gran Ducat de Lituània sortí del punt de mira dels teutons. Després dels èxits inicials, la regió polonesa de Cuiàvia fou ocupada el 1331, i des del 1336 fou una important fortalesa teutona, des de la qual Joan el Cec i el seu gendre Enric XIV de Baviera, atacaren l'important castell Pilenai, situat a la vora del riu Memel en la Baixa Lituània. El castell fou assaltat, i li posaren el nom de Bayerburg, en honor d'Enric. Després de retirar una gran part de l'exèrcit teutònic, el castell fou assaltat i destruït pels lituans comandats per Gedimin, el qual fou ferit quan estava aixoplugat sota un roure, que encara es conserva. El gran duc morí a causa d'aquesta ferida el 1341 i la lluita es calmà degut a les disputes successòries.
Algirdas i Kęstutis (1345–1382)
Després del 1344, es reprengué el conflicte, quan els dos fills de Gedimin, Algirdas i Kęstutis pogueren establir-se en el govern. Lituània s'expandí amb Algirdas cap al sud-est, mentre que el territori de Kestutis s'estengué cap a occident, incloent Samogítia al Gran Ducat. La presència de Kęstutis causà devastadores incursions de la cavalleria lituana en l'Estat Teutònic fins al 1350. El mestre teutó Winrich von Kniprode fou greument derrotat el 1348 en la batalla de Streva, però l'amenaça croada al cor de Prússia continuà.
De fet, el mestre Winrich von Kniprode inicià el 1352 un període de descans dins de l'Estat Teutònic. El 1358, l'emperador Carles IV oferí un tractat de pau al gran duc de Lituània si es convertia al cristianisme. Tanmateix, Algirdas posà com a condició la retirada de l'Orde Teutònic de la regió del Bàltic, cosa que l'emperador trobà inacceptable. El 1361, el mariscal teutó Henning Schindekopf amb el suport del rei Lluís I d'Hongria, aconseguí capturar Kęstutis. Segons un testimoni d'aquell fet, Peter Suchwirt, portador de la bandera i poeta:

«El descans en el país dels muts, del príncep (Kęstutis), haurà valgut la pena de molts herois.»
Kęstutis, però, aconseguí fugir de Marienburg el 1362. Una altra tropa de croats assolí una gran fita l'abril del 1362, quan destruí el castell de Kaunas, que estava en el centre de Lituània.

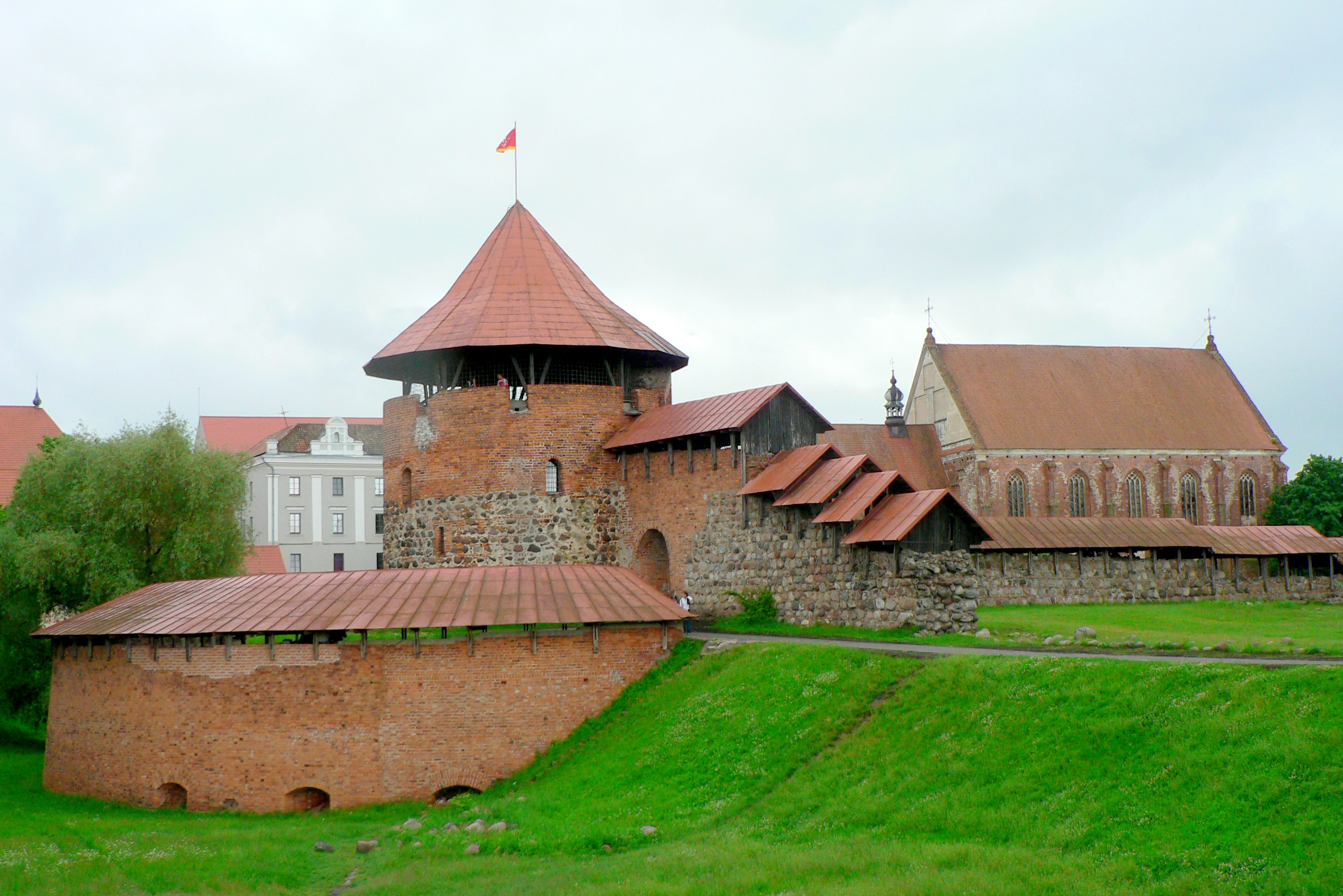
El castell de Kaunas, parcialment reconstruït.

Sota la direcció del mariscal Henning Schindekopf començà un període de moviments devastadors mutus, que no acabaren derrotant definitivament cap bàndol. Els cavallers teutons efectuaren prop de vint aliances contra els lituans entre els anys 1362-1370. El febrer del 1370 hi hagué una batalla decisiva. Kęstutis i el seu germà Algirdas reunieren tropes de lituans, russos tributaris i tàtars reclutades en les fronteres del seu país a prop de Königsberg. La branca teutona comandada pel gran mestre i el mariscal s'oposaren al saqueig dels agressors en la batalla de Rudau. Encara que amb força baixes, l'exèrcit croat aconseguí derrotar l'exèrcit lituà, que era numèricament superior. Com a resultat, la pau arribà, encara que temporalment, a les zones frontereres.
Altres progressos dels cavallers teutons, amb el suport de guies prussians, portaren a la captura de Vilnius i Trakai. Els anys següents hi hagueren expedicions de càstig per part dels lituans, comandades per Kęstutis.

### Del 1386 al 1409
Lluites de poder a Lituània
El 1377, amb la mort del gran duc Algirdas, es capgirà la situació. A Lituània, esclatà una lluita pel poder entre els fills d'Algirdas, el seu germà Kęstutis i el fill d'aquest, Vitautas. El canvi d'aliances amb l'anterior oponent principal a l'oest i al nord estava ara completament tancat, independentment de les creences religioses. Els cavallers teutons obtingueren suport, per exemple, mitjançant el Tractat de Daudiske, signat en secret el 1380 entre Ladislau II Jagelló i el gran mestre Winrich von Kniprode, contra els dominis de Kestutis. Mentre Kestutis, germà del finat gran duc Algirdas, era víctima dels atacs de Ladislau II el 1382, el seu fill Vitautas escapà del captiveri del seu cosí. Com a resultat, Vitautas s'alià amb els cavallers teutons per lluitar conjuntament contra Ladislau II i els seus aliats de Lusàcia.
La lluita pel poder s'intensificà fins a l'arribada de l'estiu del 1384, quan es produí un gran canvi en les relacions anteriors. La noblesa polonesa oferí a Ladislau II el tron de Polònia que havia quedat vacant, si es casava amb Heduvigis de Polònia. Això pressuposava la seva conversió (i per tant, també la de Lituània) a l'Església Catòlica Romana, i calia que es posés d'acord amb la resta de governants del seu país. Ladislau es veié forçat a arribar a un acord amb el seu cosí Vitautas i a acceptar en gran part les seves reclamacions. Ladislau fou proclamat rei de Polònia el 1386. La Unió de Krewo fou el nom del nou estat, resultat de la unió dels territoris de Ladislau i Eduvigis, Lituània i Polònia. Tanmateix, la noblesa lituana insistia en la independència i el nou rei donà poders addicionals al seu cosí Vitautas, dins del territori lituà. Vitautas necessitava, segons la seva política, llibertat d'acció en l'expansió cap a l'est, per tant signà amb l'Orde Teutònic el Tractat de Sallinwerder, del 1398, la propietat de la Baixa Lituània. Aquest tractar fou ratificat el 1404 per Ladislau.
- Ulrich von Jungingen, gran mestre teutó
- Vitautas el Gran, gravat del segle xvi.
- Ladislau II Jagelló, pintura del segle xv.

Estratègia dels cavallers teutons al segle XIV
Els caps de l'Orde Teutònic observaven aquests canvis polítics amb creixent escepticisme. La pujada al tron de Ladislau que havia tingut com a condició la cristianització de Lituània, presentava problemes en el moment de portar-ho a la pràctica. Els teutons també desconfiaven de l'autenticitat del bateig del rei, que havia estat forçat per motius polítics. Argumentaven que no s'havia fet proselitisme entre la població i que el rei s'havia limitat a donar per fet que els lituans adoptarien la fe del seu rei i que erea poc probable que els lituans s'haguessin convertit al cristianisme veritalement. A petició de Vitautas y Ladislau, el papa Bonifaci IX emeté una butlla el 1403 que prohíbia a l'Orde Teutònic fer la guerra contra Lituània.
Això no obstant, la situació d'amenaça militar dels cavallers teutons augmentà dramàticament en les fronteres lituanes de Polònia. Com a resultat de la inacceptable annexió de Pomerània el 1309, el conflicte esclatà el 1330, quan la nobleça de Polònia es mostrà hostil als teutons. Aquest potencial d'amenaça latent anava ara unit amb el sempre hostil Gran Ducat de Lituània, que semblava una amenaça no només en la frontera sud sinó també a l'est, ocupat pels teutons.
Amb la devastadora derrota de Vitautas en la batalla de Worskla contra l'Horda d'Or el 1399, començà un canvi decisiu en la política exterior. Anteriorment havia cercat guanyar el suport dels teutons perquè no el destorbessin en les seves ambicions estratègiques en l'est, però a partir d'aquest moment prengué la iniciativa en la Baixa Lituània. Amb els suport dels livonians, els quals no estaven satisfets amb el govern religiós, el conflicte s'intensificà una altra vegada.
Tanmateix, els teutons no compliren mai amb la llei administrativa que s'havia acordar en el Tractat de Sallinwerder en la Baixa Lituània. Una butlla papal de l'any 1403 tampoc pogué evitar els assassinats dels vassalls locals de l'Orde Teutònic. La resistència de la població lituana sorgí envers els delmes establerts per l'Església i altres mesures restictives que aplicaven els cavallers teutons. La noblesa de la Baixa Lituània, que fins llavors havia estat fidel als teutons, s'alçà indignada el 1409.

### Batalla decisiva i acords de pau
Els habitants de la Baixa Lituània enviaren escrits de protesta a la cúria, denunciant la tirania de l'Orde Teutònic; també enviaren queixes a altres prínceps europeus. Afavorit pel gran duc Vitautas, el primer alçament dels samogitians començà el 1401 i durà fins al 1404, quan Vitautas demanà un acord de pau, que confirmà el domini teutó sobre Samogítia. El 1409, Vitautas també donà suport a la segona revolta a Samogítia, que tingué el vist i plau de Ladislau II. Aquest suport obert en un domini reclamat pels teutons, feu que el gran mestre Ulrich von Jungingen decidís resoldre el conflicte en el camp de batalla. L'agost del 1409 hi hagueren aldarulls a causa d'una carta feudal que fou portada per una ambaixada del Regne de Polònia a Marienburg però que els cavallers es negaren a acceptar i l'enviaren de retorn al rei.
L'Orde Teutònic envaí primer Wielkopolska i després ocupà diversos castells. En la tardor del 1409, es negocià una treva amb la mediació del rei alemany Venceslau IV. L'any següent es produí la batalla decisiva a batalla de Grunwald el 15 de juliol del 1410. Els polonesos muntaren setge a Marienburg durant mesos, però no pogueren prendre la seu dels teutons.
En la Primera Pau de Thorn el 1411, l'Orde Teutònic hagué de renunciar, entre altres coses, a la posesió de Samogítia i es veié obligada a més, a pagar una alta compensació i a abstenir-se de tornar a fer proselitisme a Lituània. En qualsevol cas, molta part dels lituans s'havien començat a convertir al cristianisme per influència dels polonesos. Això provocà una crisi interna dins l'Orde Teutònic que posà fi a les ambicions expansionistes dels cavallers en Lituània.
Quan el nou gran mestre Heinrich von Plauen s'oposà a l'arbitratge de l'ambaixador imperial Benedikt Makrai el 1413, el qual havia atorgat la riba dreta del riu al Gran Ducat de Lituània, fou substituït per Michael Küchmeister, qui, aprofitant la debilitat dels cavallers, cercà la pau amb Polònia. Atès que també rebutjaren la mediació de Makrais, els polonesos iniciaren el 1414 a Vàrmia l'anomenada guerra de la fam, dita així per la gran crema de collites, però finalment abandonaren.
Hi hagueren altres mediadors que allargaren la treva, amb propostes extremadament costoses per l'Orde Teutònic, per les compensacions per les guerres, i presentaren queixes al Concili de Constança i en altres llocs mentre feien temps per aplegar els diners requerits i reclutar tropes. No fou fins al 1422 que les fronteres de Lituània quedaren definides definitivament en el Tractat de pau del llac Melno, les quals durarien fins a la primera guerra mundial.

## Exèrcits i tàctiques

### L'exèrcit croat
L'exèrcit croat que atacà Lituània estava compost de cavallers, escuders, auxiliars, fusilers i llancers. Els genets, amb armadura pesant, eren una minoria, generalment només el deu per cent.
Una característica específica de l'exèrcit de l'Orde Teutònic fou que els seus cavallers atacaven en formació unida. Aquesta tàctica, adquirida en les experiències en Terra Santa, també tingué èxit contra l'exèrcit lituà. Encara que, aquesta mena d'atac només l'efectuaven en condicions favorables, com en camp obert o en boscos poc densos. Els guerrers lituans aprengueren ràpidament a evitar el devastador atac dels cavallers, per tant la majoria dels teutons acabaren negant-se a continuar amb aquesta tàctica i van preferir les emboscades.
Eren tasques quotidianes les relacionades amb l'administració i les relacionades amb la litúrgia, que era molt conservadora. La rutina en temps de pau estava regulada meticulosament. Els cavallers teutons aprofitaren la inclinació dels membres de la noblesa pel prestigi de participar en una guerra santa, i l'empraren per augmentar el potencial militar i assolir els seus objectius. Per tant, a canvi del respecte envers el gran mestre, gaudien d'una vida semblant o equivalent a l'estatus social del què provenia cada soldat.
A més de l'ingrés en l'orde de membres prodedents de la Lliga Hanseàtica, el contacte actiu amb l'Europa Occidental feu possible que comptessin amb un destacat arsenal. En l'atac a Kaunas del 1362, per exemple, se'n van fer servir canons amb boles de pedra. Mitjançant el monopoli del comerç de béns molt valorats, com l'ambre, l'Orde Teutònic, mitjançant els diners dels arancels, pogué tenir un armament tecnològicament superior al dels lituans.

### Tàctiques dels ordes militars
Els atacs continuaren amb les tàctiques ja probades a Prússia. Els ordes militars es movien al llarg dels rius, des d'on asseguraven els subministraments necessaris per als combatents per mitjà de barques retallades. En l'interior de Lituània, aquesta estratègia resultà ineficaç, ja que les vies navegables s'alternaven amb aiguamolls i embassaments. Per tant, els croats traslladaren les seves operacions d'atac als mesos d'hivern, quan amb les gelades els terreny enfangats eren més fàcils de transitar. L'exèrcit consistia en destacaments muntats que feien servir trineus i en guies locals que eren l'avantguarda. Aquests destacaments generalment tenien uns 1000 homes. En circumstàncies favorables, com la gran afluència de colons prussians d'Europa Occidental, se'n podien mobilitzar fins a 5.000 combatents sota el comandament dels teutons. Aquestes incursions usualment duraven unes quatre setmanes i asseguraven que l'exèrcit croat tingués una preponderància numèrica temporal. Les tropes generalment trobaven poca resistència durant aquestes incursions. Els lituans es limitaven a la resistència passiva degut a estar en la pròpia terra i evitaven els atacs als dispersos castells dels teutons.
Els punts d'enfrontaments més forts eren la rodalia de les fortaleses lituanes, com ara Pistene o Veliuona. Els castells més fortificats de Lituània, envoltats de muralles i torres de fusta, sovint eren cremats, com el de Kaunas el 1362. Això no obstant, diverses vegades els teutons abandonaren els setges llargs per manca de subministraments o pel mal temps. En la majoria dels casos, es limitaren a la devastació de poblats desprotegits i la captura de presos d'alt rang, que segons Peter Suchenwirt, anaven copejats i lligats com a gossos. Aquesta mesura els obligava a convertir-se al cristianisme si volien ser alliberats.
Per defensar-se dels atacs lituans, van fer ús dels recursos del país a curt termini. Un exemple és la batalla de Rudau, en què els artesans dels gremis de Königsberg influïren decisivament en el curs de l'enfrontament. En aquest episodi es basa la llegenda de Hans von Sagan, un sabater que ascendí socialment gràcies a la seva audàcia.

### Estratègia del Gran Ducat
En el segle xiv, l'exèrcit de Lituania consistia principalment en un nucli de guerrers professionals reclutats en la classe dels boiars. Aquests homes ben entrenats per la guerra eren també la guàrdia personal del gran duc. En la jerarquia feudal, que era relativament petita a Lituània, aquests guerrers adquiriren un estatus especial, comparable a l'orde de cavalleria de la baixa edat mitjana a Europa Occidental. L'estatus dels cavallers lituans, a diferència dels europeus occidentals, no estava determinat pel nivell econòmic sinó únicament per les seves habilitats amb les armes i els cavalls. Una altra diferència era que el seu estatus no es transmetia a la seva descendència. Si calia, aquesta elit es complementava amb auxiliars mal equipats i mal entrenats.
Només els grans ducs més emprenedors, com Vitenis vers el 1311, aconseguiren unificar les diverses forces regionals lituanes sota una sola bandera. Tanmateix, aquesta unió era més aviat nominal, cosa que dificultava una bona resistència. En general, no hi hagué temps per una mobilització integral a curt termini de tot el potencial militar, que generalment romania fragmentat. Per tant, es limità principalment a la defensa dels castells més allunyats.
Des de mitjans del segle xiv, les intencions expansionistes dels grans ducs de Lituània s'encaminaren cap a l'est.El gran duc Algirdas necessità llavors un exèrcit constantment preparat per subjugar de manera eficaç aquests territoris. A partir del 1364 començà a mantenir els seus vassalls constantment en armes, va ser l'inici s'un exèrcit permanent. Aiò no obstant, enfrontats a l'Horda d'Or fallaren. Malgrat els importants reforços vinguts dels pobles tributaris, com la infanteria belarussa i la cavalleria dels tàtars, el 17 de febrer del 1370 les forces de Lituània foren repel·lides pels cavallers teutons en la batalla de Rudau. Només les devastadores pèrdues dels aliats evitaren posteriorment el fracàs de las reclamaciones lituanas sobre els territoris més a l'est.
Com a arma principal, els comandants lituans, com Skirwoijlo, sempre preferien la cavalleria lleugera, ja que era superior en termes de mobilitat i flexibilitat. Els genets, protegits amb cuirassa o cota de malla, i armts amb armes de mà lleugeres, lluitaven en primera fila des de finals del segle xiv contra les tropes de l'Orde Teutònic.
A Lituània es mantenia la vella tàctica del combat un contra un, que resultà desastrosa respecte a l'atac organitzat dels teutons. A més, l'equipament general, consistent en espases, destrals, llances, fletxes, maces, cascs lleugers i escuts de fusta, resultà ser inferior als dels teutons i els seus aliats. En general, los lituans lluitaven amb cavalls relativament petits contra cavallers fortament armats que muntaven cavalls blindats, la majoria en formació. Això no obstant, els lituans estaven oberts a les innovacions militars, per exemple, durant l'atac al castell de Gotteswerder el 1368, empraren trebuquets i canons portàtils.
Els grups eqüestres lituans generalment afavorien una tàctica del tipus atac ràpid i fugida, sense involucrar-se en una lluita perllongada, tot i que en les operacions principals també van fer servir màquina pesant de setge.
El 1370 evitren una batalla a camp obert, tenint en compte la inferioritat existente, en relció a les armdures i la indisciplina tàctica de las tropes lituanes. No fou fins a la batalla de Tannenberg el 1410 que foren capaços de contrarrestar l'amenaça permanent dels teutons aliats amb els polonesos.
Entre les fronteres de l'Estat Teutó i els assentaments lituans sorgí un amplia zona deserta, en part per la devastació de la guerra i en part per l'emigració. Aquesta terra de ningú era intransitable per la banda lituana i els atacs sorpresa dels teutons eren molt difícils, fins que efectuaren una massiva tala d'arbres. Quan els lituans reconeixien la superioritat del contrari, sovint cremaven els castells i tot seguit fugen. Sovint la població s'establia a l'altre costat de terres pantanoses, perquè sabien que els cavallers teutons i els seus carros evitarien passar per no quedar estancats. Atès que un castell de fusta es podia reconstruir en pocs dies o setmanes, els atacs dels lituans no suposaven generalment una gran pèrdua.

## Anàlisi

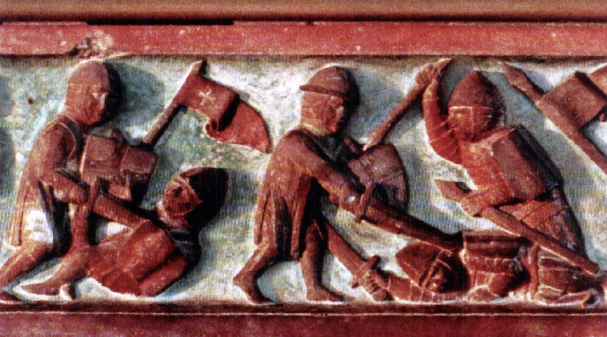
Lituans lluintant contra els cavallers teutònics. Relleu del

Causes de la llargada del conflicte
Tant l'objectiu de l'Orde Teutònic, que apuntaba a la Baixa Lituània, com el dels grans ducs de Lituània, que volien trencar el poder dels teutons amb els seus propis recursos, fracassaren. A més de la limitació tàctica, el motiu està en l'insuficient potencial lituà per atacar de manera insitent, mentre que els teutons, com a croats que eren, comptaren amb el suport de diversos estats feudals de l'Europa Occidental cristiana, que arribaven per temporades. Es calcula que l'exèrcit de l'Orde Teutònic emprà entre 3.000 i 8.000 combatents. A més, cap de les dues parts no emprengué cap ofensiva a gran escala. Les excepcions foren l'operativa teutònica del 1336, que portà a l'establiment Bayerburg, i la campanya lituana del 1370, encara que aquesta darrera, després de la batalla de Rudau no permeté un resultat permanent.
Malgrat dues negociacions de pau poc importants a començaments del segle xv, el conflicte s'agreujà amb la declaració de guerra de l'Orde Teutònic al Gran Ducat de Lituània l'any 1409, que llavors estava unit al Regne de Polònia.
Característiques militar i religioses dels combatents.
La lluita fou extremadament brutal, fins i tot dins del context medieval. L'atac anava adreçat a la població més vulnerable. Mentre que la cavalleria lleugera lituana efectuà principalment incursions en assentaments sense protecció, l'exèrcit croat aplicà els mateixos principis tàctics. El resultat fou una massacre sense pietat, amb saqueig i captura de la població rural desarmada.
El curs de la guerra es caracteritzà per escaramusses, setges i lluites de persecució. Les accions de combat entre les parts més grans de cada exèrcit foren l'excepció. Hi hagueren grans batalles els anys 1311, 1348, 1370 i 1410. En general, els teutons emprengueren entre els anys 1303 i 1410 les tres-centes campanyes militars principals contra el Gran Ducat de Lituània, en comparació amb les 45 incursions principals efectuades pels lituans. L'argument a favor de la conversió dels pagans lituans no tingué cap efecte, ja que era massa obvi que el proselitisme cristià només era una excusa per les intencions expansionistes dels teutons.
L'Orde Teutònic qüestionà enèrgicament la missió cristiana de Lituània, que començà el 1386, però les seves queixes no convenceren, en bona part perquè els teutons preferien tenir una posició de poder estable al Bàltic a complir amb el manament cristià de la caritat. Una administració pacífica de la Baixa Lituània en Tractat de Sallinwerder resultà finalment més perillosa per la posició de poder de l'orde que la conquesta violenta d'aquell país. L'estricta regla de l'Orde Teutònic a Lituània posà en marxa procesos que els seus governants no havien previst. La insatisfacció latent dels lituans desembocà en una resistència oberta: l'alçament general a Samogítia el 1409 provocà una gran angoixa política i militar en l'Orde Teutònic com a resultat de l'escalada del conflicte amb el Regne de Polònia.
Con la unión política de les tribus lituanes i la creació del Gran Ducat de Lituània el 1386, a la qual es mostraven reticents la classe dominant, finalment aconseguiren fer una veritable oposició. Tanmateix, aquest procés tingué lloc poc abans de la batalla de Tannenberg el 1410, la primera vegada que els teutons tingueren una greu derrota. Des de llavors, els cavallers teutons, permanentment afeblits només foren capaços d'actuar a la defensiva i això posà fi al perill d'una ocupació permanent del centre de Lituània.
Conseqüències
La historiografia de cada bàndols avlua aquest conflicte de manera diferent.
A Alemanya, el conflicte s'ha oblidat en gran part o es limita a la disputa entre l'Orde Teutònic i el Regne de Polònia (per exemple, la batalla de Tannenberg i la relació entre els cavallers teutons i Polònia en els tractats de pau de Thorn). En els llibres d'història que reflecteixen l'esperit nacional, s'amagà la croada lituana durant el segle xix i començaments del XX, o se li restà importància a esdeveniments destacats, com la batalla de Rudau, tot i que durant el Romanticisme la cavalleria s'idealitzà i els assentaments teutons en l'Europa Oriental foren lloats.La recepció menys prominent va estar deguda potser als objectius agressius que s'havien proposat o també al fracàs persistent de la missió.
El conflicte es valora de manera diferent l'actual Lituània.Especialment en relació amb la història recent d'aquest estat, la baixa edat mitjana és considerada el gran moment de Lituània. Aquesta visió es deu principalment als guanys territorials que els lituans obtingueren durant el segle xiv, i també pel resultat victoriós del conflicte que es perllongà durant generacions fins a la primera dècada del segle xv. Finalment, però no menys important, una pèrdua permanent de Samogítia hauria influït en la història lituana d'una manera fonamental que s'entén el paper destacat que li han donat els llibres d'història.
Per altra banda, el papel de Polònia en aquesta guerra, que hauria d'estar reconegut, es descuida.